# Инфлексна точка
В областта на математиката и в частност на диференциалното смятане (математически анализ) инфлексна точка или точка на инфлексия на една функция е точка от кривата, описваща тази функция, при преминаване през която функцията от вдлъбната се променя в изпъкнала, или обратното. Ако си представим каране на превозно средство по криволичещ път, в инфлексната точка кормилото е изправено, преди да бъде завъртяно в другата посока.
Инфлексната точка може да се определи още като:
- точка от крива, в която тангентата пресича кривата;
- точка от крива, в която втората производна на функцията, описваща кривата, си сменя знака. Това определение е близко до предното, защото знакът на кривината винаги съвпада със знака на втората производна;
- точка от кривата, при която стойността на втората производна на функцията е равна на нула, тоест f′′(x)=0, или f′′(x) не съществува.
- точка от кривата на графиката на дадена функция, за която първата ѝ производна има локален екстремум.

## Необходими, но недостатъчни условия
Условието f′′(x)=0 е изпълнено и при някакъв локален екстремум. Тъй като f′(x)=0, то и втората производна е нула, но в тази точка функцията може да не се изменя от вдлъбната в изпъкнала или обратното.
Също така една функция може да се променя от вдлъбната в изпъкнала (или обратното) в точка, която не е от дефиниционното множество на функцията. При този случай тя няма инфлексна точка.